# V409 Близнецов
V409 Близнецов (лат. V409 Geminorum) — двойная затменная переменная звезда типа Беты Лиры (EB:) в созвездии Близнецов на расстоянии приблизительно 8498 световых лет (около 2606 парсек) от Солнца. Видимая звёздная величина звезды — от +14,3m до +13,6m. Орбитальный период — около 0,5997 суток (14,393 часа).
Открыта Робертом Коффом в 2004 году*.

## Характеристики
Первый компонент — белая звезда спектрального класса A6*. Радиус — около 1,74 солнечного, светимость — около 7,509 солнечных. Эффективная температура — около 7234 К.
Второй компонент — жёлтая звезда спектрального класса G3*.